# Стефано Гросс
Стефано Гросс (4 вересня 1986 , Больцано, Трентіно-Альто-Адідже ) - італійський гірськолижник, що спеціалізується на слаломі, переможець і призер етапів Кубка світу. Учасник Олімпійських ігор 2014 і 2018 років.

## Спортивна кар'єра
У змаганнях під егідою FIS дебютував у січні 2002 року. 2005 року на чемпіонаті світу серед юніорів посів 8-ме місце в слаломі, ставши найкращим у своїй команді. Рік по тому посів 4-те місце, а також став чемпіоном Італії у своїй віковій категорії.
У Кубку світу дебютував у грудні 2008 року на етапі в Альта-Бадії, де вибув уже в першій спробі. Того ж сезону набрав перші кубкові бали, ставши 25-им на етапі в Гарміш-Партенкірхені.
2011 року дебютував на чемпіонатах світу. Виступив лише у спеціальному слаломі й посів 11-те місце. У сезоні 2011-2012 Гросс вперше потрапив на п'єдестал пошани Кубка світу, показавши третій час в Адельбодені. Загалом за той сезон він тричі пробивався до трійки найкращих і замкнув підсумкову п'ятірку в заліку слалому.
Попри відсутність п'єдесталів у наступних сезонах, Гросс увійшов до складу збірної на Олімпіаду в Сочі. Він виступив тільки в слаломі, де зупинився за крок від медалі: після першої спроби він посідав 3-тє місце, але після другого спуску відсунувся на 4-те, поступившись бронзовому призеру Генріку Крістофферсену лише 0,05 с.
У сезоні 2014-2015 Гросс знову став потрапляти на п'єдестали кубкових етапів у слаломі, а ще на етапі в Адельбодені здобув свою першу перемогу, вигравши в запеклій боротьбі 0,02 та 0,03 секунди у Фріца Допфера та Марселя Гіршера відповідно.

## Результати в Кубку світу
Усі результати наведено за даними Міжнародної федерації лижного спорту.

### Підсумкові місця в Кубку світу за роками
| Сезон | Вік | Загальний залік | Слалом | Гігантський слалом | Супергігант | Швидкісний спуск | Гірськолижна комбінація |
| ----- | --- | --------------- | ------ | ------------------ | ----------- | ---------------- | ----------------------- |
| 2009  | 22  | 142             | 61     | —                  | —           | —                | —                       |
| 2010  | 23  | 129             | 51     | —                  | —           | —                | —                       |
| 2011  | 24  | 104             | 36     | —                  | —           | —                | —                       |
| 2012  | 25  | 25              | 5      | —                  | —           | —                | —                       |
| 2013  | 26  | 36              | 12     | —                  | —           | —                | —                       |
| 2014  | 27  | 45              | 13     | —                  | —           | —                | —                       |
| 2015  | 28  | 16              | 6      | —                  | —           | —                | —                       |
| 2016  | 29  | 28              | 6      | —                  | —           | —                | —                       |
| 2017  | 30  | 21              | 7      | —                  | —           | —                | —                       |
| 2018  | 31  | 32              | 9      | —                  | —           | —                | —                       |
| 2019  | 32  | 59              | 20     | —                  | —           | —                | —                       |
| 2020  | 33  | 82              | 27     | —                  | —           | —                | —                       |
| 2021  | 34  | 77              | 26     | —                  | —           | —                | —                       |

Станом на 17 січня 2021 року

### П'єдестали в окремих заїздах
Усі результати наведено за даними Міжнародної федерації лижного спорту.
- 1 перемога – (1 СЛ)
- 12 п'єдесталів – (11 СЛ, 1 ПС)

| Сезон | Дата           | Місце проведення              | Дисципліна         | Місце |
| ----- | -------------- | ----------------------------- | ------------------ | ----- |
| 2012  | 8 січня 2012   | Адельбоден (Швейцарія)        | Слалом             | 3-тє  |
| 2012  | 24 січня 2012  | Шладмінг (Австрія)            | Слалом             | 2-ге  |
| 2012  | 19 лютого 2012 | Бансько (Болгарія)            | Слалом             | 3-тє  |
| 2015  | 11 січня 2015  | Адельбоден (Швейцарія)        | Слалом             | 1-ше  |
| 2015  | 17 січня 2015  | Венґен (Швейцарія)            | Слалом             | 2-ге  |
| 2015  | 27 січня 2015  | Шладмінг (Австрія)            | Слалом             | 2-ге  |
| 2016  | 17 січня 2016  | Венґен (Швейцарія)            | Слалом             | 3-тє  |
| 2016  | 23 лютого 2016 | Стокгольм (Швеція)            | Паралельний слалом | 3-тє  |
| 2016  | 6 березня 2016 | Кранська Гора (Словенія)      | Слалом             | 3-тє  |
| 2017  | 22 грудня 2016 | Мадонна-ді-Кампільйо (Італія) | Слалом             | 3-тє  |
| 2017  | 5 березня 2017 | Кранська Гора (Словенія)      | Слалом             | 2-ге  |
| 2020  | 15 грудня 2019 | Валь-д'Ізер (Франція)         | Слалом             | 3-тє  |

## Результати на чемпіонатах світу
Усі результати наведено за даними Міжнародної федерації лижного спорту.
| Рік  | Вік | Слалом | Гігантський слалом | Супергігант | Швидкісний спуск | Гірськолижна комбінація |
| ---- | --- | ------ | ------------------ | ----------- | ---------------- | ----------------------- |
| 2011 | 24  | 22     | —                  | —           | —                | —                       |
| 2013 | 26  | 11     | —                  | —           | —                | —                       |
| 2015 | 28  | НФ2    | —                  | —           | —                | —                       |
| 2017 | 30  | 9      | —                  | —           | —                | —                       |
| 2019 | 32  | 10     | —                  | —           | —                | —                       |

## Результати на Олімпійських іграх
Усі результати наведено за даними Міжнародної федерації лижного спорту.
| Рік  | Вік | Слалом | Гігантський слалом | Супергігант | Швидкісний спуск | Гірськолижна комбінація | Командні змагання |
| ---- | --- | ------ | ------------------ | ----------- | ---------------- | ----------------------- | ----------------- |
| 2014 | 27  | 4      | —                  | —           | —                | —                       | Н/Д               |
| 2018 | 31  | 16     | —                  | —           | —                | —                       | 5                 |